# 葵花凤头鹦鹉指名亚种
葵花凤头鹦鹉指名亚种（学名：Cacatua galerita galerita）是葵花凤头鹦鹉的指名亚种。原产于澳大利亚东部从约克角半岛到塔斯马尼亚州地区，后被引入印度尼西亚和帕劳群岛等地。体长可达50厘米，重量达0.91千克，是最大的凤头鹦鹉之一。

## 简介
葵花凤头鹦鹉指名亚种身长约50厘米，体重在700-1000克之间。它比近亲的葵花凤头鹦鹉阿鲁岛亚种和葵花凤头鹦鹉新几内亚亚种重得多。

## 历史
1770年，探险家库克船长在前往澳大利亚的航行中首次采集到这种鸟。

## 养殖
葵花凤头鹦鹉指名亚种很少出现在澳大利亚以外的鸟类养殖中。在澳大利亚，圈养鸟通常是从野外救回并人工饲养大的雏鸟或幼鸟。